# 인천중부경찰서
인천중부경찰서 (仁川中部警察署, Incheon Jungbu Police Station)는 인천광역시경찰청이 관할하는 경찰서 중 하나이다. 인천광역시 중구와 동구, 옹진군 일대를 관할한다. 인천광역시 중구 제물량로 237(향동2가)에 위치하고 있다.
서장은 총경으로 보한다.

## 연혁
- 1907년 2월 4일: 경기도경무서 인천분서 설치[3]
- 1908년 7월 28일: 인천경찰서로 변경[4]
- 1949년 5월 7일: 동인천경찰서(현재 인천미추홀경찰서), 인천수상경찰서 분리
- 1961년 7월 19일: 인천수상경찰서 통합
- 1987년 9월 3일: 인천남부경찰서(현재 인천남동경찰서) 분리, 인천중부경찰서로 변경

## 조직
| - 청문감사관 - 112종합상황실 - 경무과 - 생활안전과 | - 여성청소년과 - 수사과 - 형사과 | - 경비교통과 - 정보과 - 보안과 |

## 관할 파출소 및 지구대
인천중부경찰서는 5개의 지구대와 11개의 파출소를 두고 있다.
| 명칭         | 사진 | 주소                            | 관할구역                                        | 치안센터 |
| ------------ | ---- | ------------------------------- | ----------------------------------------------- | -------- |
| 하인천지구대 |      | 중구 제물량로 266 (북성동2가)   | 중구 북성동, 송월동, 신포동 일부, 동인천동 일부 |          |
| 송림지구대   |      | 동구 송림로 46-1 (송림동)       | 동구 송림1·3·4·5동, 송림2동 일부, 금창동        |          |
| 신흥지구대   |      | 중구 서해대로 399 (항동7가)     | 중구 신흥동, 도원동, 신포동 일부                |          |
| 공항지구대   |      | 중구 흰바위로27번길 12 (운서동) | 중구 운서동                                     |          |
| 영종지구대   |      | 중구 하늘달빛로 118 (중산동)    | 중구 영종동                                     |          |
| 동인천파출소 |      | 중구 참외전로 119 (인현동)      | 율목동, 동인천동 일부                           |          |
| 송현파출소   |      | 동구 수문통로 77 (송현동)       | 동구 화수1·화평동, 화수2동, 송현1·2동, 만석동   |          |
| 연안파출소   |      | 중구 연안부두로 22 (항동7가)    | 중구 연안동                                     |          |
| 서흥파출소   |      | 동구 샛골로 195 (송현동)        | 동구 송현3동, 송림6동, 송림2동 일부             |          |
| 영흥파출소   |      | 옹진군 영흥면 영흥북로 29       | 옹진군 영흥면                                   |          |
| 용유파출소   |      | 중구 마시란로 314-20 (남북동)   | 중구 용유동                                     |          |
| 대청파출소   |      | 옹진군 대청면 대청로7번길 9     | 옹진군 대청면                                   |          |
| 연평파출소   |      | 옹진군 연평면 연평로137번길 5   | 옹진군 연평면                                   |          |
| 덕적파출소   |      | 옹진군 덕적면 덕적북로 117      | 옹진군 덕적면                                   |          |
| 북도파출소   |      | 옹진군 북도면 시도로61번길 91   | 옹진군 북도면                                   |          |
| 백령파출소   |      | 옹진군 백령면 백령로287번길 57  | 옹진군 백령면                                   |          |

## 같이 보기
- 인천광역시지방경찰청